# Thalaina kimba
Thalaina kimba là một loài bướm đêm trong họ Geometridae.